# Euphorbia occidentaustralica
Euphorbia occidentaustralica är en törelväxtart som beskrevs av Radcl.-sm. och Rafaël Herman Anna Govaerts. Euphorbia occidentaustralica ingår i släktet törlar, och familjen törelväxter.
Artens utbredningsområde är Western Australia. Inga underarter finns listade i Catalogue of Life.